# Военный институт телекоммуникаций и информатизации
Военный институт телекоммуникаций и информатизации имени Героев Крут (укр. Військовий інститут телекомунікацій та інформатизації імені Героїв Крут) — высшее военно-учебное заведение Украины ІІІ уровня аккредитации, расположенное в городе Полтава. Основано в 1968 году.
Институт готовит офицеров войск связи для силовых структур Украины (ВСУ, ГПСУ, МВД).

## История учебного заведения

### 1968—1991
Полтавское высшее военное командное училище связи было создано в январе 1968 года в соответствии с постановлением Совета Министров СССР № 27 от 11 января 1968 года и приказом министра обороны СССР о создании Военного командного училища связи в Полтаве № 019 от 31 января 1968 года (на территории и учебно-материальной базе 179 учебного центра войск связи МО СССР).
4 июля 1970 года училищу было вручено Боевое Знамя. В августе 1971 года училище было вполне сформировано, закончился набор четвёртого батальона. В это время начальником училища был назначен полковник Гришанов Владимир Фёдорович, ставший позже генерал-майором и генерал-лейтенантом.
В 1972 году произошел первый выпуск офицеров-связистов.
В январе 1979 года училище передислоцируется в новый военный городок (№20) по адресу: улица Зеньковская, 44. Начинается процесс освоения и совершенствования нового учебного корпуса, помещений 3-х 4-этажных казарм и 1-го 9-этажного общежития для курсантов училища, оснащение учебных классов и полигонов современными образцами военной техники связи и АСУВ. Продолжалось строительство новых объектов. За достигнутые успехи в подготовке офицерских кадров и высокий уровень боевой подготовки Постановлением Совета Министров СССР № 1152 от 30 сентября 1986 года и Приказом Министра обороны СССР № 236 Полтавскому высшему командному училищу связи присвоено имя маршала Советского Союза К. С Москаленко.
В марте 1988 года начальником училища назначается полковник Кипарис Фёдор Сергеевич, который несколькими годами позже стал генерал-майором, а еще позже — после развала СССР — народным депутатом Украины.
По состоянию на начало 1989 года, в составе училища имелись 13 учебных кафедр и батальон обеспечения учебного процесса (БОУП) дислоцированный в с. Вакуленцы (Полтавского района Полтавской области), имеющих необходимую учебно-материальную базу, включавшую в свой состав: 5 лекционных залов, более 20 лабораторий и 20 учебных классов, несколько учебных и учебно-тренировочных полигонов, специализированные методические кабинеты), полевой и стационарный комплект учебных узлов связи общевойсковых объединений и подчиненных им соединений, учебную (в т. ч. секретную, специальную и общую) библиотеки с читальным залом, собственный телецентр, крытый спортивный зал и открытый стадион с несколькими спортивными площадками, закрытый стрелковый тир и открытое общевойсковое стрельбище, собственный небольшой музей истории училища.
В 1990—1991 годах училище по итогам двух учебных лет подряд было названо лучшим среди высших военных учебных заведений (ВВУЗов) командного профиля войск связи МО СССР и лучшим среди ВВУЗов Министерства обороны СССР.
Трижды (в декабре 1991 года, в декабре 1997 года и в апреле 2002 года) на базе ПВВКУС, ПФ КВИУС и ПВИС, соответственно) проводились собрания руководящего состава войск связи МО СССР и МО Украины, сопровождавшиеся проведением мини-выставок образцов военной техники связи и АСУВ, многие из которых после этого были оставлены училищу/институту и включены в состав его учебно-материальной базы.

### 1991—2007
После провозглашения независимости Украины училище перешло в ведение Министерства обороны Украины.
Согласно Постановлению Кабинета Министров Украины № 517 от 25 июля 1995 года и приказа Министра обороны Украины № 243 от 1 сентября 1995 года Полтавское высшее военное командное училище связи было преобразовано в Полтавский филиал Киевского военного института управления и связи. В декабре 1996 года филиал возглавил полковник Черепов Виктор Иванович, бывший до этого первым заместителем начальника ПВВКУС.
За достигнутые успехи в подготовке офицеров-связистов указом № 248 Президент Украины Л. Д. Кучма наградил полковника В. И. Черепова почётным знаком отличия «За безукоризненную службу» ІІІ степени.
14 мая 1999 года Постановлением Кабинета Министров Украины № 816 и приказом МО Украины № 240 от 12 августа 1999 года филиал института был реорганизован в Полтавский военный институт связи (ПВИС). В связи с этим в составе института в 1999—2001 годах на базе 4-х батальонов курсантов и 14-ти кафедр были развернуты два факультета для подготовки офицеров войск связи — командный (факультет № 1) и инженерный (факультет № 2), а с сентября 1999 года было также образовано и начало развиваться отделение платной подготовки гражданских специалистов связи (с 2001 года ставшее факультетом № 3 "Телекоммуникаций").

### 2007—2022
Постановлением Кабинета Министров Украины № 800 от 6 июня 2007 года институт начали реорганизовывать в факультет № 3 (средств военной связи) Военного института телекоммуникаций и информатизации (ВИТИ) Национального технического университета Украины «Киевский политехнический институт» (НТУУ "КПИ"), в результате чего за период с 01.09.2007 года по 01.08.2011 год его состав был существенно сокращен. Весной-летом 2012 года факультет № 3 был официально переведен в Киев на территорию ВИТИ НТУУ "КПИ", где был полностью укомплектован заново (за счет научно-педагогических работников и курсантов ВИТИ НТУУ "КПИ", проходивших службу и обучавшихся в Киеве) и фактически прекратил свое существование в городе Полтаве.
Параллельно с происходившими процессами реорганизации факультета № 3 ВИТИ НТУУ "КПИ", с конца 2009 на территории и учебно-материальной базе факультета был создан Военный колледж сержантского состава (ВКСС) ВИТИ НТУУ "КПИ", в задачи которого вошла подготовка в течение 2,5-годичного учебного цикла профессионального сержантского состава для подразделений связи и АСУВ ВС Украины с ОКУ "младший специалист". Официальной датой образования ВКСС ВИТИ считается 18 мая 2010 года.
После выведения в 2013 году ВИТИ из состава НТУУ "КПИ" и соответствующего изменения подчиненности института путем введения его в состав Государственного университета телекоммуникаций (ГУТ) изменилось и его официальное название — он стал именоваться Военным институтом телекоммуникаций и информатизации Государственного университета телекоммуникаций (ВИТИ ГУТ), а ВКСС, соответственно, стал именоваться Военным колледжем сержантского состава ВИТИ ГУТ.
В первой половине 2015 года ВИТИ стал независимым ВВУЗом и получил новое Боеове знамя, а 29.01.2018 года согласно указу Президента Украины П. А. Порошенко ВИТИ получил почётное наименование "имени Героев Крут". Входящий в его состав в качестве территориально обособленного структурного подразделения Военный колледж сержантского состава также стал именоваться ВКСС ВИТИ имени Героев Крут.
С 2013 года колледж осуществляет выпуск профессиональных сержантов для подразделений связи Министерства обороны Украины и других заинтересованных силовых ведомств.

### Вторжение России на Украину
3 сентября 2024 года, на фоне российского нападения на Украину, по территории института был нанесён удар двумя баллистическими ракетами. В результате атаки зафиксировано попадание по территории учебного заведения, а также по расположенной рядом больнице. Погибло не менее 58 человек и более 300 были ранены.

## Начальники училища
- Ткаченко Ф.П полковник, с 1970 года - генерал-майор (январь 1968 — июнь 1971)
- Гришанов В.Ф полковник,(с августа 1971)
- Кипарис Ф.С полковник,(с марта 1988)
- Мартиненко А.М полковник,(с декабря 2005)
- Михайличенко В.П полковник,(с мая 2007), исполняющий обязанности начальника училища

## Выпускавшиеся и выпускаемые специалисты и их специальности
ПВИС в 2001—2007 годах готовил специалистов с базовым и полным высшим образованием для войск связи, органов управления ВС Украины, заинтересованных министерств и ведомств по следующим направлениям подготовки: «Военные науки» (по специальностям цикла «Боевое применение и управление действиями подразделений (частей) сухопутных войск»); «Телекоммуникации» (по специальностям «Системы и комплексы военной радиосвязи», «Системы и комплексы военной многоканальной связи», «Системы и комплексы военной засекреченной автоматической связи», «Информационные системы связи», «Телекоммуникационные системы и сети»); «Радиотехника» (по специальности «Радиотехнические системы и комплексы военной связи»); «Компьютерные науки» (по специальности «Компьютерные системы информатизации и автоматизации управления войсками и их программное обеспечение»).
ВКСС ВИТИ им. Героев Крут готовит специалистов с начальным (неполным) высшим образованием по направлениям подготовки в области «Информационных технологий» (специальность: «Компьютерные науки") и «Электроника и телекоммуникации» (специальность: «Телекоммуникации и радиотехника»).

## Дополнительная информация

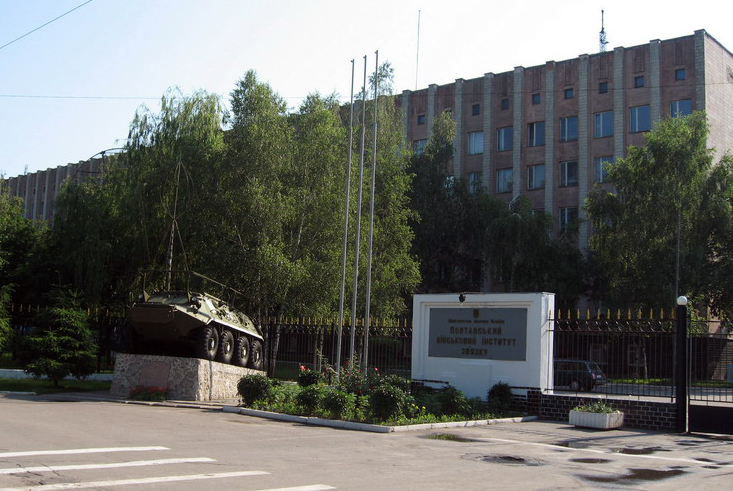
Р-145БМ у главного входа института

- У входа на территорию институтского военного городка № 20 установлен памятник выпускникам Полтавского высшего военного командного училища связи, погибшим в 1979—1989 годы в войне в Афганистане в виде командно-штабной машины Р-145БМ «Чайка» на автомобильной базе БТР-60ПБ с бортовым номером "103" (по номеру отдельного полка связи, которым командовал в Афганистане полковник Черепов В. И.).
- 28 апреля 2014 года после начала войны на Востоке Украины началось формирование 16-го батальона территориальной обороны Полтавской области, местом временной, а затем и постоянной, дислокации которого стали казармы на территории военного городка № 20 в городе Полтава[8][9].